# Scoliciosporum intrusum
Scoliciosporum intrusum är en lavart som först beskrevs av Theodor 'Thore' Magnus Fries, och fick sitt nu gällande namn av Hafellner. Scoliciosporum intrusum ingår i släktet Scoliciosporum och familjen Scoliciosporaceae.  Arten är reproducerande i Sverige. Inga underarter finns listade i Catalogue of Life.